# 飛燕外伝
飛燕外伝（ひえんがいでん）は、中国の文学作品。全1巻。漢代の伶玄の撰と伝わるが、内容的に六朝時代の成立であろうという。
漢の成帝の皇后である趙飛燕の別伝の形式をとる。趙后飛燕がその妹である昭儀と互いに寵愛をきそいあらそったことを叙する。「その閨幃媟褻の状は目を蔽はしめるものがある」（金築新蔵）といい、性愛文学作品としても読まれる。その内容はすこぶるおもしろく、詩文の典故となったものが多い。
また、日本文学への影響もかならずしも小さくなく、平安時代の女流文学者に愛読され、種々の物語の粉本ともなり、『源氏物語』の作中人物が寵をあらそうのは、本書の趣向のならったものであるという。
国訳漢文大成、晋唐小説、中国古典文学大系六朝・唐・宋小説選に所収。